# Pixen
Pixen es un editor de gráficos rasterizados para macOS originalmente creado por el Open Sword Group. Está diseñado para crear y editar píxel art y animaciones.
Pixen está a la venta en la Mac App Store. Las versiones anteriores eran libres y de código abierto (licencia MIT), y la fuente disponible al público no está actualizada.

## Características
Pixen Presenta una interfaz similar a la de Adobe Photoshop. Mientras las herramientas comunes como el lápiz, goma de borrar y herramienta de llenado están incluidas, Pixen también utiliza un sistema/de herramientas izquierda/derecha único. Este sistema habilita al usuario para asignar una herramienta diferente a los botones de ratón izquierdo y derecho. Esto puede ser utilizado eficazmente dibujando y borrando. Pixen También presenta un sistema extenso de paleta de color y, como muchos otros editores de imagen de mapa de bits, permite editar imágenes por capas; los usuarios pueden organizar partes de una imagen, poneles nombre y esconderlas. El efecto automático de Anti-aliasing de otros editores no está disponible en Pixen debido a su dedicación a la creación de píxel art.